# بيتر سميث (سياسي كندي)
بيتر سميث هو سياسي كندي، ولد في 1800، وتوفي في 6 فبراير 1879. انتخب عضو مجلس نواب نوفا سكوشا.